# Popiersie Nefertiti
Popiersie Nefertiti      – starożytna rzeźba przedstawiająca Nefertiti, Wielką Małżonkę Królewską faraona Echnatona. Popiersie to jest wykonane z wapienia i polichromowane, datowane na rok 1345 p.n.e. Autorstwo popiersia jest łączone z rzeźbiarzem Totmesem.  
Popiersie Nefretiti należy do najważniejszych starożytnych pełnoplastycznych wizerunków kobiecych, a ponadto ilustruje splendor władzy królewskiej w okresie XVIII dynastii, oraz kanon ówczesnego piękna. Wielokrotnie kopiowane i replikowane popiersie Nefretiti czyni je jednym z bardziej ikonicznych dzieł sztuki, które budziło niekiedy kontrowersje dotyczące m.in. kwestii autentyczności. Spośród wielu naukowych tez, wyróżnia się przypuszczenie dotyczące funkcji dzieła: miało jakoby służyć za wzorzec do nauki rzeźby.

## Dzieje

### Sylwetka Nefertiti
Na temat życia Nefertiti (co w literackim tłumaczeniu oznacza "piękność, która ma przyjść") zachowały się skąpe przesłanki. Pochodzenie Nefertiti nie jest do końca jasne. Przedstawia się teorię jakoby była księżniczką hurycką – co tłumaczyłoby jej imię, utożsamia się ją też z Taduhepą. Często przyjmuje się także, iż była córką doradcy dworu faraona Aja, który wstąpił na tron po śmierci Tutanchamona. Godność królowej Egiptu miała otrzymać już podczas narodzin.
Była ukochaną żoną Echnatona, z którym miała 6 córek: Meritaton, Maketaton, Anchesenpaaton, Neferneferuaton-Taszerit, Neferneferure i Setepenre. Prawdopodobnie została wyniesiona na tron jako współregent i przybrała imię Neferneferuaton ("Nadzwyczajna piękność Atona"). Jako jedyna królowa w historii Egiptu jest przedstawiana na nielicznych zachowanych płaskorzeźbach w pozach zarezerwowanych dla faraonów, np. zwyciężającą lub upokarzającą wrogów Egiptu. Stawiane są także hipotezy, że po śmierci swego męża objęła tron jako Anchcheperure Semenchkare.

### Powstanie i odkrycie

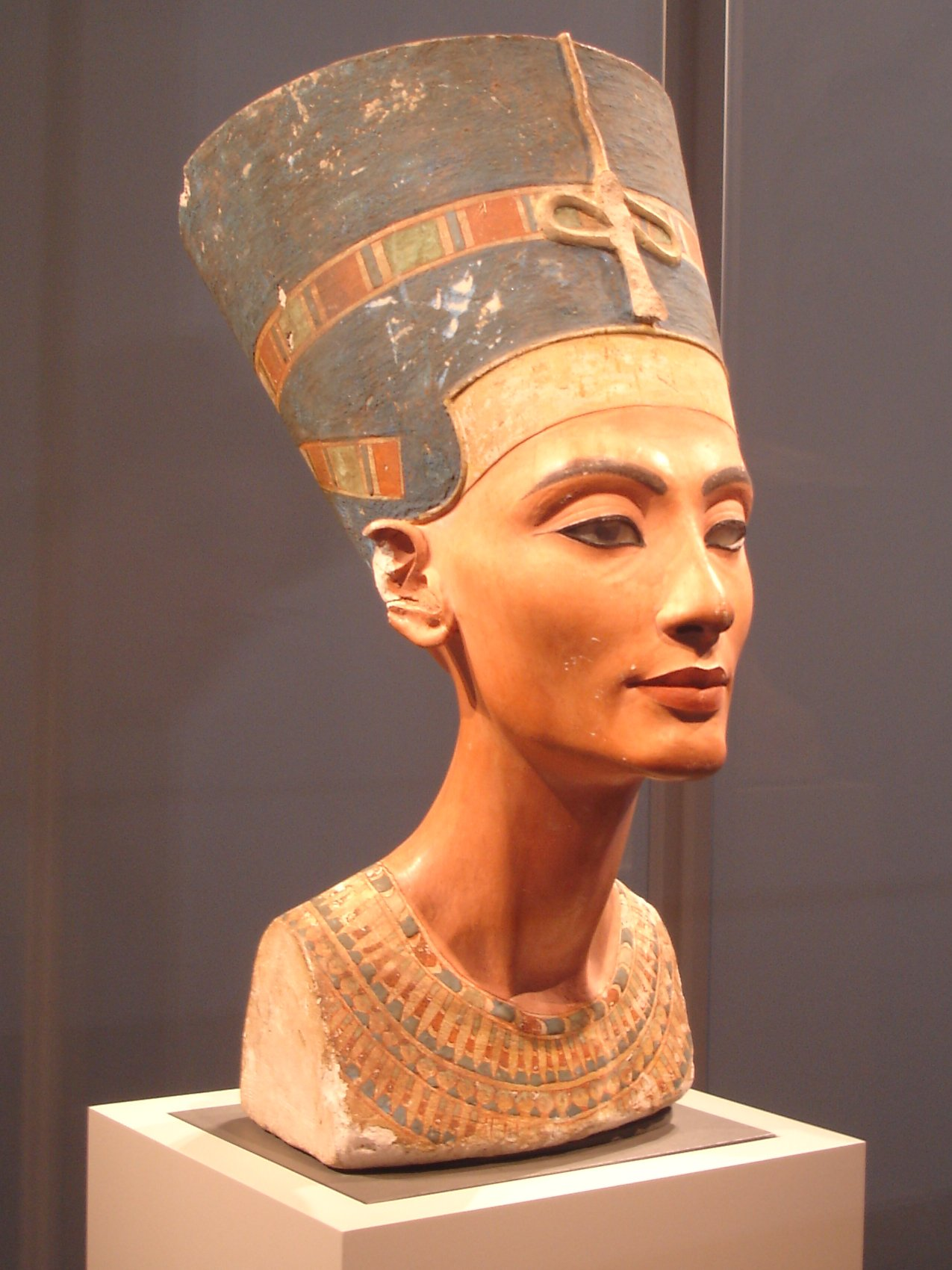
Popiersie Nefertiti

Wykonanie popiersia Nefertiti datuje się na 1345 rok przed naszą erą, autorstwo przypisuje się Totmesowi. Brak jakichkolwiek inskrypcji ogranicza zakres interpretacji oraz określenia tożsamości postaci, ale ze względu na królewskie nakrycie głowy postaci utożsamianie z Nefertiti uważane jest za trafne.
Podczas badań archeologicznych w 1912 roku na terenie Amarny prowadzonych przez Deutsche Orient-Gesellschaft, zespół kierowany przez Ludwiga Borchardta, dnia 6 grudnia odkrył popiersie wraz z licznymi rzeźbami (niektóre przedstawiające również Nefertiti) w warsztacie rzeźbiarskim Totmesa. W pamiętniku Borchardta zostało zapisane: „Nagle mieliśmy w naszych rękach najbardziej prawdziwe i pełne życia egipskie arcydzieło. Nie opiszesz tego słowami, to musisz zobaczyć”. W roku 1924 w archiwum Deutsche Orient-Gesellschaft, znaleziono zapis z 20 stycznia 1913 roku informujący o dyskusji dotyczącej podziału między Niemcami a Egipcjanami odnalezionych przez niemieckich egiptologów dzieł. Zostało tam zapisane iż Borchardt „chce dla nas [Niemców] zachować popiersie”. Borchardta podejrzewano o zatajenie rzeczywistej wartości popiersia Nefertiti.
O ile Philipp Vandenberg opisał tę sytuację jako „przygodową i nieporównywalną”, magazyn Time w artykule „Top 10 Plundered Artifacts” wymienił popiersie Nefertiti wśród najwartościowszych łupów. Borchardt pokazał oficjalnie Egipcjanom zdjęcie popiersia, „które nie pokazuje popiersia Nefretete w jej najlepszym blasku”. Popiersie zostało ukryte w pudełku, kiedy Gustave Lefebvre, główny inspektor ds. antyków przybył w celu zbadania popiersia. Jeden z dokumentów wspominał, iż w celu wprowadzenia w błąd inspektora Borchardt stwierdził, że popiersie wykonano z gipsu. Deutsche Orient-Gesellschaft obwinił inspektora o zaniedbania oraz zaznaczył, że popiersie było uwzględnione w protokole podziału dzieł, a umowa została wykonana rzetelnie.

### Sytuacja dzieła w Niemczech

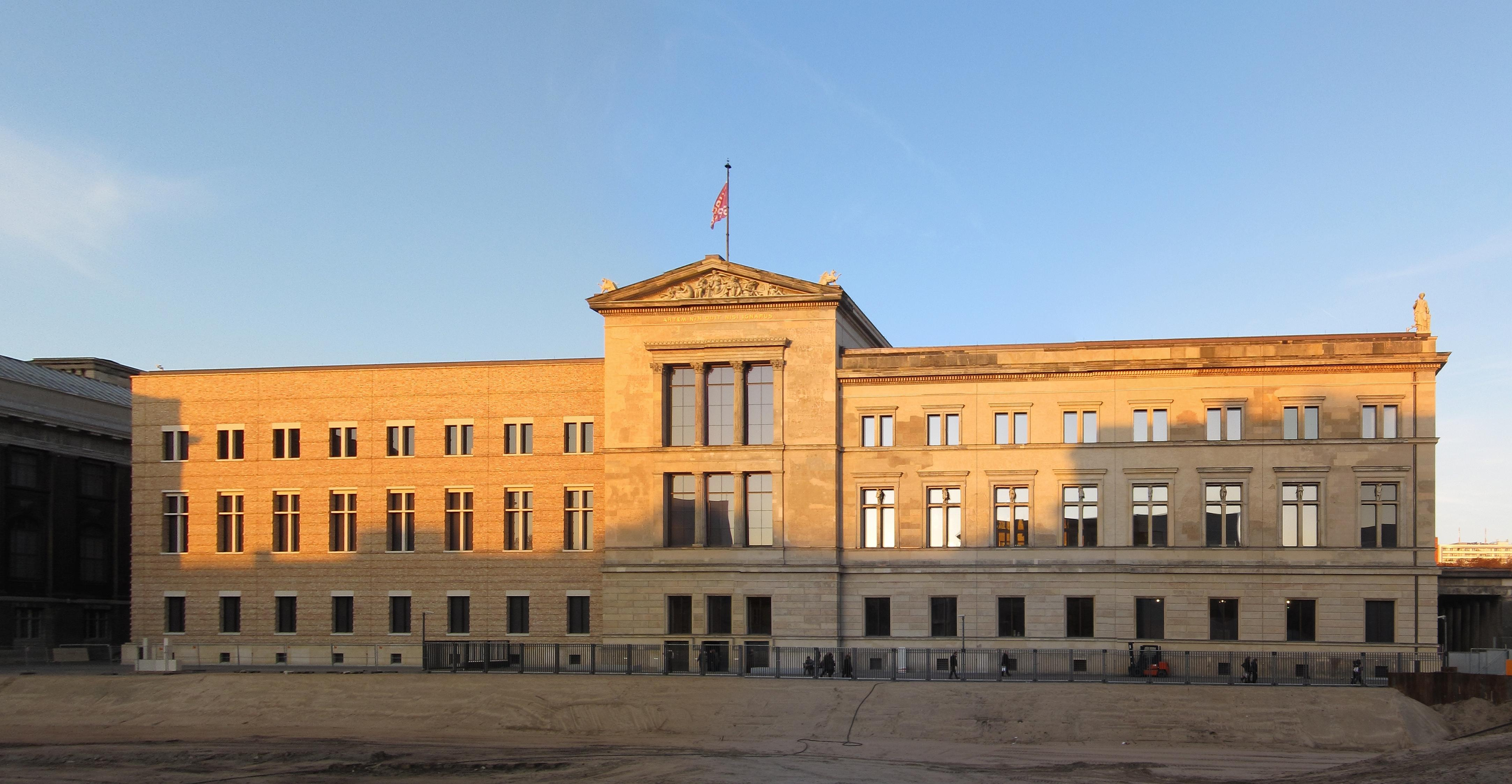
Miejsce obecnej ekspozycji popiersia Nefretete - berlińskie Neues Museum

W roku 1913 popiersie Nefertete zostało przetransportowane drogą morską do Niemiec, a następnie zaprezentowane Jamesowi Simonowi, który sponsorował badania w Amarnie. Początkowo znajdowało się w  rezydencji Simona, który następnie zdeponował je w Altes Museum w Berlinie, lecz wszystko, na życzenie Borcharda, zostało utrzymane w tajemnicy. Pomimo że kolekcja dzieł z Amarny została umieszczona w ekspozycji, ze względu na wspomnianą umowę popiersie miało nie być eksponowane aż do 1914 roku.
W roku 1918, w muzeum podjęto dyskusję w sprawie ekspozycji popiersia Nefretete, ale jednak dalej zachowano tajemnicę. W 1920 roku podjęto decyzję o przekazaniu popiersia na stałe do muzeum berlińskiego. Wreszcie, w 1923 roku za zgodą Borchardta popiersie zostało po raz pierwszy publicznie zaprezentowane, ale czasowo. Dopiero w 1924 roku umieszczono w stałej ekspozycji w Muzeum Egipskim. Zdarzenia te wywołały sensacje i jednocześnie zachwyt, w mediach uznano iż popiersie stało się absolutnym i najbardziej idealnym uosobieniem kobiecego piękna. Popiersie Nefretete było prezentowane w Neues Museum na Wyspie Muzeów aż do roku 1939, kiedy zamknięto placówkę.
Całą kolekcję wraz z popiersiem ewakuowano. Figurę Nefertiti zdeponowano w piwnicach Pruskiego Banku Państwowego, zaś jesienią 1941 roku umieszczono w berlińskim bunkrze artylerii przeciwlotniczej, Flakturm. W roku 1943, podczas bombardowań Berlina przez RAF, Neues Museum uległo zniszczeniu, a 6 marca 1945 roku popiersie powędrowało do kopalni soli w Merkers-Kieselbach w Turyngii. W tym samym jeszcze miesiącu popiersie odnalazły i zabezpieczyły wojska amerykańskie. Na polecenie Amerykanów popiersie zdeponowano w Reichsbanku we Frankfurcie nad Menem, zaś w sierpniu przewieziono statkiem do US Central Collecting Point w Wiesbaden, gdzie prezentowano dzieło publicznie do roku 1946. Władze Niemiec Wschodnich (NRD) rościły sobie pretensje do popiersia i żądały jego powrotu na Wyspę Muzeów, włączoną do Berlina Wschodniego.
Dekadę później przewieziono je do Berlina Zachodniego i umieszczone w oddziale Muzeów Państwowych na Dahlem. W roku 1967, Nefertiti przeniesiono do Muzeum Egipskiego do Charlottenburga, gdzie było eksponowane do roku 2005. Następnie popiersie wróciło na Wyspę Muzeów i umieszczono w Altes Museum. Po odbudowie i otwarciu w październiku 2009 Neues Museum popiersie Nefretete umieszczono w jednej z głównych sal.

### Próby rewindykacji dzieła
Już od czasu pierwszego oficjalnego wystawienia popiersia w Berlinie w 1924 roku, władze egipskie ubiegały się o jego zwrot. Rok później Egipt zagroził władzom Niemiec, że jeśli nie zwrócą popiersia Nefertiti, zostanie nałożony zakaz prowadzenia badań przez niemieckich archeologów na terytorium Egiptu.
W roku 1929 Egipt próbował nieskutecznie odzyskać popiersie oferując w zamian inne dzieła starożytne. W 1933 roku Hermann Göring rozważał zwrot popiersia Nefertiti królowi Farukowi I w ramach układu politycznego, ale projekt ten odrzucił Hitler i powiedział rządowi egipskiemu, że będzie budować nowe muzeum egipskie: „W środku gmachu cudowna Nefertiti, zasiądzie na tronie... Niemcy nigdy nigdy nie zrezygnują z głowy królowej”. Przepadła także szansa przekazania popiersia Egiptowi po upadku III Rzeszy i zajęcia jej przez aliantów; popiersie przejęły wojska USA − lecz mimo żądań Egiptu − stanowisko amerykańskie w tej sprawie pozostało niewzruszone.
Kolejne negocjacje trwały w latach pięćdziesiątych XX wieku, ale reakacja władz RFN była negatywna. W roku 1989 egipski prezydent Hosni Mubarak podczas wizyty w Berlinie stwierdził iż Nefertiti „jest najlepszym ambasadorem Egiptu w Niemczech”.
Zahi Hawass, były szef Najwyższej Rady Starożytności, stwierdził, że popiersie królowej jest własnością Egiptu, a przekazanie go do Niemiec było nielegalne, a co za tym idzie powinno wrócić do Egiptu. Hawass utrzymuje stanowisko, że w 1913 roku władze egipskie zostały wprowadzone w błąd podczas podziału dzieł po badaniach archeologicznych prowadzonych przez Ludwiga Borcharta. Hawass zażądał wyjaśnienia i udowodnienia  że popiersie zostało wywiezione legalnie. Według Kurta G. Siehra, kolejnym argumentem na rzecz zwrotu popiersia jest  fakt, że „znaleziska archeologiczne mają swój «dom» w kraju pochodzenia oraz powinny być zachowane w tym kraju”.
W roku 2007 dr Hawass zagroził zakazem wystawiania egipskich starożytności w Niemczech, jeśli Nefertiti nie zostanie przekazana do Egiptu, ale bez skutku. Hawass rozważał wprowadzenie ogólnoświatowego bojkotu niemieckich muzeów i zakaz pożyczania dzieł starożytnych do ekspozycji na wystawach czasowych w Niemczech. Hawass chciał, by Niemcy przynajmniej pożyczyły popiersie do Egiptu w 2012 roku z okazji otwarcia nowego Wielkiego Muzeum Egipskiego w Gizie. Jednocześnie trwała kampania o nazwie „Podróże Nefertiti” zorganizowana przez członków stowarzyszenie CulturCooperation z siedzibą w Hamburgu. Rozdawali oni pocztówki przedstawiające popiersie Nefertiti z nadrukiem „zwrot do nadawcy” i napisali list otwarty do Ministra Kultury Niemieckiej, Berndta Neumanna, wspierając pogląd, że popiersie powinno zostać wypożyczone do Egiptu. W 2009 roku po powrocie popiersia Nefertete do Neues Museum, CulturCooperation zakwestionowało nową lokalizację dzieła.
Niemieccy historycy sztuki próbowali obalić wszelkie roszczenia zgłaszane przez Hawassa, wskazując na dokumenty z 1924 roku omawiające negocjacje między Borchardtem i władzami egipskimi, choć, jak wspomniano wcześniej, Borchardt został oskarżony o nieuczciwość. Władze niemieckie twierdzą również, że popiersie − jako zbyt kruche − nie nadaje się do transportu i że argumenty prawne przemawiające za repatriacją były nieistotne. Według „The Times” Niemcy obawiają się, że pożyczenie popiersia do Egiptu nie gwarantuje jego zwrotu do Berlina.
W grudniu 2009 roku dyrektor Muzeum Egipskiego w Berlinie, Friederike Seyfried, udostępniła Egiptowi dokumenty ujawniające − w protokole podpisanym przez niemieckiego archeologa i stronę egipską − że obiekt został wpisany jako „gipsowe i malowane popiersie księżniczki” (w pamiętniku Ludwig Borchardt pisze wyraźnie o niej jako Nefertiti), co dowodzi, że Borchardt napisał protokół tak, by jego kraj mógł otrzymać figurę. Hawass stwierdził: „materiały te potwierdzają tezę, że Borchardt postąpił nieetycznie i chciał w ten sposób oszukać”. Jednocześnie dodał, że Egipt nie uważa by popiersie Nefertiti zostało skradzione, co nie oznacza że nie ma wrócić do Egiptu.

## Wygląd

### Opis popiersia
Liczące wysokość 47 cm i ważące około 20 kg popiersie Nefertiti zostało wyrzeźbione z wapienia i pokryte polichromowanym stiukiem. Jest to rzeźba pełnoplastyczna (opracowana ze wszystkich stron), zachowana w dobrym stanie mimo kilku ubytków (m.in. na wysokości ramion i górnej partii klatki piersiowej, na twarzy, uszach, a ponadto w tylnej partii nakrycia głowy).
Nakryta wysmukłym czepcem głowa osadzona jest na wydłużonej szyi, na której widoczne są krtań i mięśnie. Wysokie ramiona po bokach są przycięte, w sposób delikatny łączą się z liniami szyi co stanowi element stylizacji w celu wysmuklenia popiersia. Nefertiti jest tu przedstawiona jako dorosła, pełna wdzięku kobieta. Jej ciemnobłękitne oczy są lekko przysłonięte powiekami, obwódki oczu są silnie podkreślone czarnym konturem. Lewe oko jest niekompletne; brak tęczówki i źrenicy. Delikatniej zostały wyeksponowane łuki brwiowe, same brwi mają wygląd  grubych łukowatych linii w tonacji ciemnoszarej. Na jej pełnych ciemnoczerwonych ustach rysuje się lekki uśmiech. Wyeksponowane zostały też w sposób subtelny policzki, zmarszczki i fałdy skórne (na powiekach, poniżej oczu oraz obok nosa).  
Na skroniach Nefertiti spoczywa wysoki ciemnobłękitny czepiec ozdobiony złocistym diademem królewskim z charakterystycznymi prostokątnymi segmentami w zielonkawych i rdzawych tonacjach. Z przodu diademu ureusz, w obecnym stanie silnie uszkodzony. Z tyłu widoczne są trzy symetrycznie zwisające wstęgi. Ramiona są przykryte z przodu ozdobnym kołnierzem złożonym z czterech szlaków, z geometrycznymi, stylizowanymi ornamentami w złocistych, beżowych, rdzawych i zielonkawych tonacjach.

### Kolorystyka
Ludwig Borchardt zlecił chemiczną analizę pigmentów, ich wyniki zostały opublikowane w 1923 roku.
- Błękit: fryta sproszkowana, z dodatkiem tlenku miedzi
- Kolor karnacji: delikatnie sproszkowany wapień z dodatkiem czerwonej kredy i tlenku żelaza
- Żółć: Aurypigment
- Zieleń: fryta sproszkowana z dodatkiem miedzi i tlenku żelaza
- Czerń: kwarc, węgiel z woskiem
- Biel: kreda (Węglan wapnia)

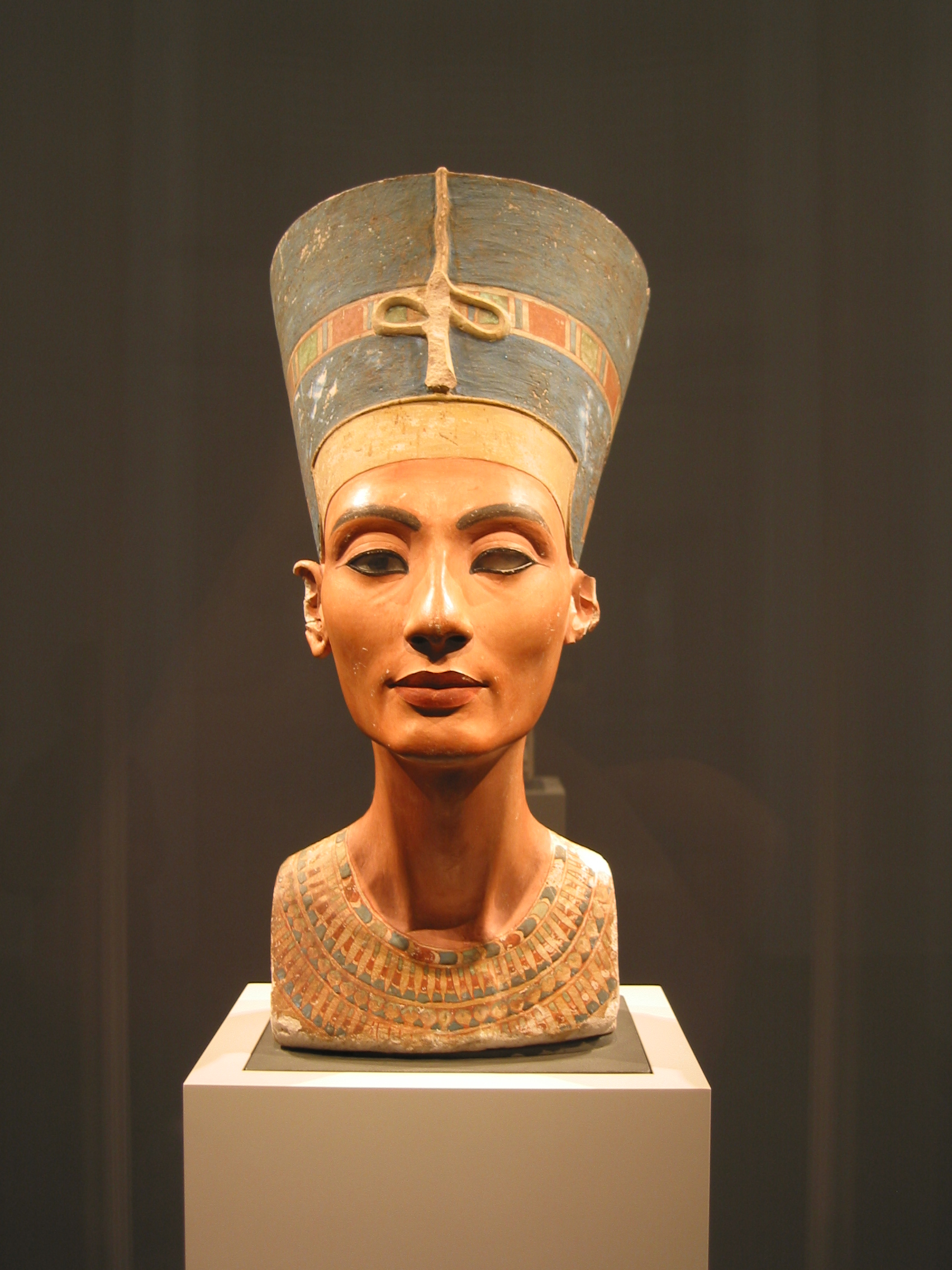
Widok od przodu
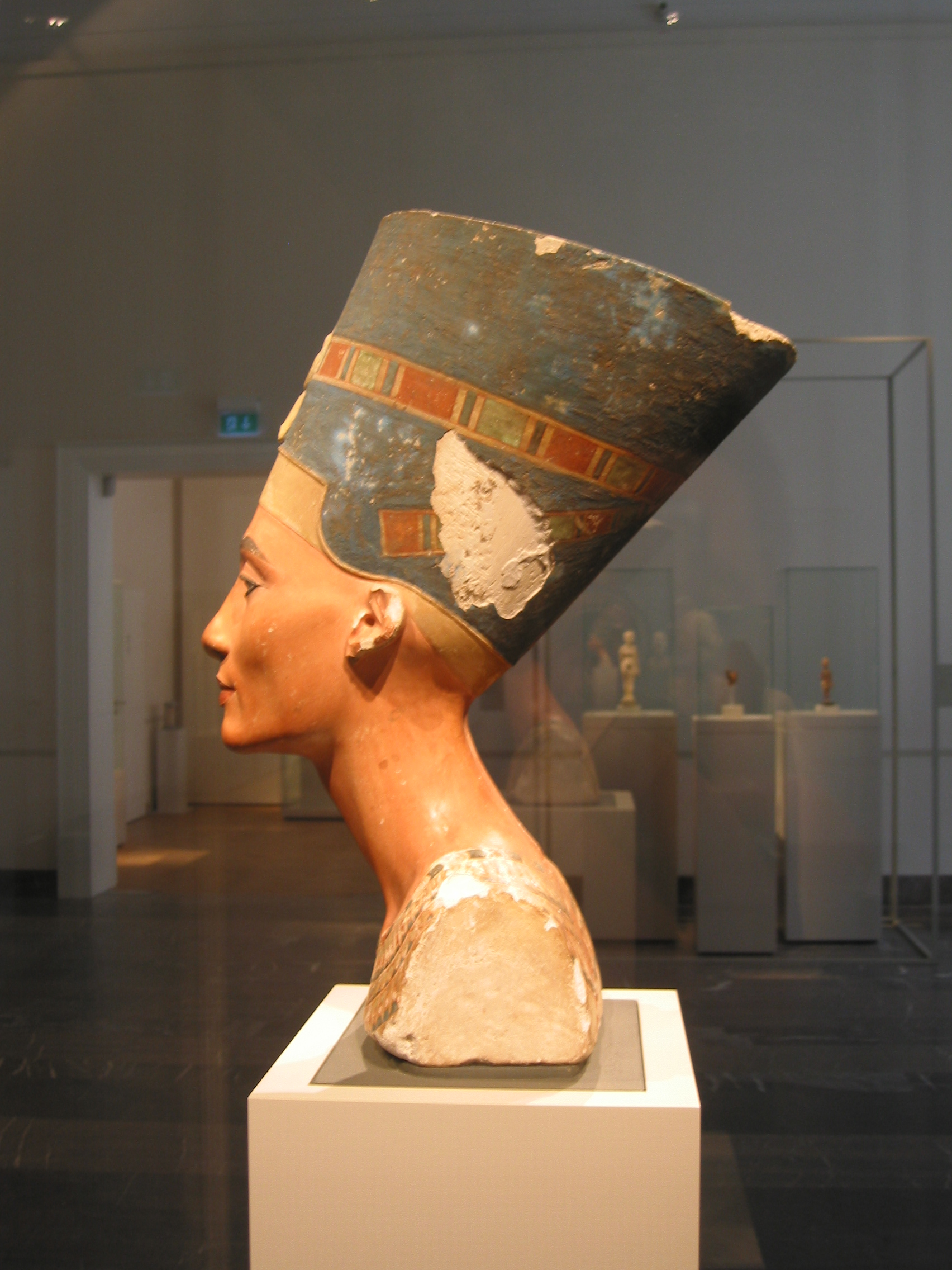
Widok od strony lewej
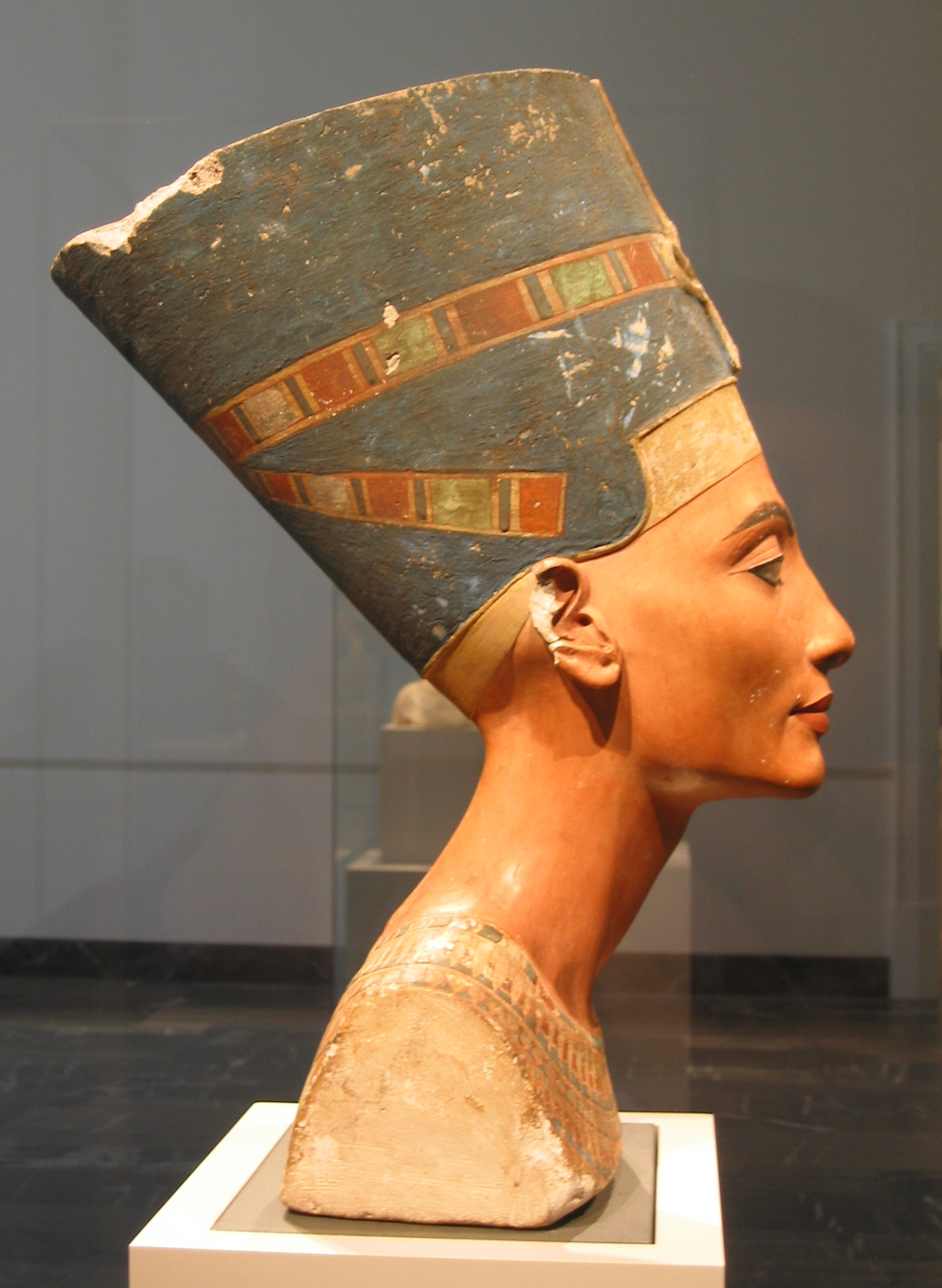
Widok od strony prawej
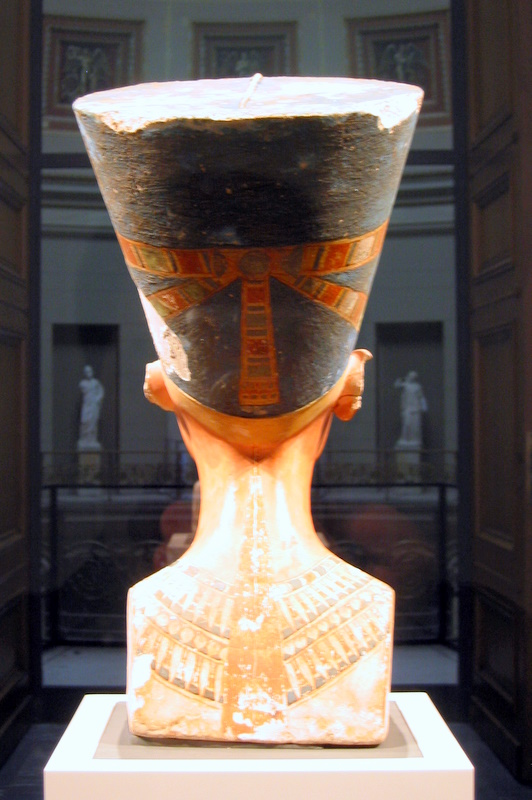
Widok od tyłu

## Analiza

### Kontekst historyczny
Popiersie Nefertiti charakteryzuje się połączeniem tradycyjnego egipskiego kanonu, stylizacji i realizmu. Realizm poświadcza dostateczna znajomość anatomii i psychiki; w sposób sugestywny wyraża jej wdzięk, grację, spokój i dumę. Charakter rzeźby ma pewien związek z przesłankami historycznymi pomimo braku źródeł o pochodzeniu i losach przedstawionej tu osoby, która wciąż jest postacią tajemniczą. Istnieją przypuszczenia że Nefertiti była córką Ayi, dowódcy armii faraona Echnatona. Po zawarciu związku małżeńskiego z Echnatonem zmieniono jej imię na Neferferuaton (Pięknością jest uroda Atona). W Amarnie zachowały się częściowo reliefy ukazujące epizody z życia pary królewskiej. Nefertiti stała się jedną z doradczyń faraona, ten zaś w swojej twórczości poetyckiej wielokrotnie wyrażał swoją miłość do małżonki.
Kolejnym sekretem są dalsze losy Nefertiti. W nieznanym czasie miała ona zniknąć, tłumaczy się to gwałtownymi protestami przeciwko kultowi Atona, w konsekwencji królowa miała przymusowo opuścić dwór. Miała zamieszkać w wiosce, w okolicach Amarny, tam zaś próbowano usunąć jej imię z reliefów, posagów i innych podobnych przedstawień, na znak niezadowolenia Echnatona. Przypuszczenie to jednak nie jest w pełni uzasadnione, ze względu na zachowane malowidła z grobu Meritaton (najstarszej córki Nefertiti i Echnatona), obrazujące jej ceremonię pogrzebową w Amarnie, która miała odbyć się w okresie rzekomej ucieczki Nefertiti. W dworskiej procesji Nefertiti uczestniczy u boku Echnatona.

### Funkcja popiersia Nefretete
Sprawa pierwotnej funkcji dzieła nie jest wciąż rozstrzygnięta. W pewnym sensie odpowiedzią jest brak tęczówki i źrenicy lewego oka. Kiedy popiersie zostało odkryte Ludwig Borchardt przypuszczał, że to jest efekt zniszczenia. Źrenica i tęczówka lewego oka odpadły, gdy warsztat rzeźbiarza Totmesa uległ zniszczeniu, ale po intensywnych poszukiwaniach nie odnaleziono brakującej części. Istniały spekulacje, że Nefretete miała chore oko, lub je straciła, chociaż obecność w innych posągów tęczówki i źrenicy zaprzecza takiej możliwości. Badania naukowe (prowadzony m.in. przez Dietricha Wildunga, Davida Silbermana) popiersia przyniosły zgoła inny rezultat, służyło jako model dla oficjalnych portretów królowej i był używany przez rzeźbiarza mistrza do nauczania swoich uczniów, zaś celowo niedokończone lewe oko miało tłumaczyć jak wyrzeźbić wewnętrzną strukturę oka. Hawass zaś zasugerował, że Totmes stworzył lewe oko, ale zostało później zniszczone.

### Badania tomograficzne
W ramach badań naukowych popiersie podjęto dwukrotnej tomografii, w 1992 i 2006 roku. Podczas pierwszej tomografii, przeskanowano popiersie co 5 mm (0,20 cala) i ujawniły szczegóły tylko 1-2 mm pod polichromią. Wcześniej podjęto dokładną obserwację dzieła. Dietrich Wildung, dyrektor Muzeum Egipskiego w Berlinie, obserwował dzieło podczas próby oświetlenia sali w Altes Museum - gdzie popiersie następnie wyeksponowano - zwrócił uwagę na zmarszczki na szyi  i worki pod oczami Nefertiti, co sugeruje, że rzeźbiarz próbował przedstawiać oznaki starzenia się królowej. Następnie podjęto tomografię, potwierdzającą przypuszczenia Wildunga. Totmes dodał na policzki i oczy odrobinę gipsu by ułatwić wyrzeźbienie zmarszczek i udoskonalić swe dzieło.  
Po badaniach tomograficznych w 2006 roku prowadzonych przez Aleksandrę Huppertz, dyrektor Instytutu Nauk Obrazowych w Berlinie, wywnioskowano iż zmarszczki wokół ust i na policzkach i obrzęk na nosie zostały wyrzeźbione w wapiennym rdzeniu. Następnie Totmes umieszczał warstwy stiuku aby zniwelować zbędne wgłębienia i wypukłości. Mimo uwzględnienia pierwszych symptomów starzenia, twarz Nefertiti zdaniem Huppertz odzwierciedla „estetyczne ideały epoki”.